# Syzygium patentinerve
Syzygium patentinerve là một loài thực vật có hoa trong Họ Đào kim nương. Loài này được Christoph. miêu tả khoa học đầu tiên năm 1938.